# Marasmus
Marasmus er navnet for generel underernæring med hensyn til både protein og kalorier. Tilstanden ses hos børn og bruges når vægten er mindre end 60 procent af det forventede gennemsnit for alderen og der ikke er væskeophobning.